# Братик ведмедик
«Бра́тик ведме́дик» (англ. Brother Bear) — американський класичний мультиплікаційний фільм 2003 року, створений студією Walt Disney Animation Studios. Історія героя, який став справжньою людиною, лише перетворившись на ведмедя. Мультфільм досліджує усвідомлення скоєного проступку, спокутування провини та пізнання по-справжньому глибоких і теплих почуттів.
«Братик ведмедик» — 44-й за переліком класичний мультфільм The Walt Disney Company, а також третій (і останній), випущений Walt Disney Feature Animation, підрозділом компанії у Флориді (припинив існування в березні 2004 року). «Братик ведмедик» також став передостаннім мультфільмом, створеним компанією у двомірній традиційній техніці, на заміну якій у 2004 році прийшла 3D-анімація.
Анімаційний фільм «Братик ведмедик» відомий своєю музикою, автором якої є Філ Коллінз, колишній вокаліст і барабанщик рок-гурту Genesis.
Продовження історії «Братик ведмедик 2», створене підрозділом компанії Disney Toon Studios, вийшло на DVD 2006 року.

## Сюжет мультфільму
За часів постльодовикового періоду в давньому племені північноамериканських мисливців молоді чоловіки, що досягнули віку зрілості, отримують від шамана особисті тотеми — символи тварин-покровителів. Три брати, Ситка, Денахі й Кенаї, також мріють про духів-покровителів, які б уособлювали сміливість, мудрість тощо.
Кожен із молодих людей прагне стати таким, яким є його дух-покровитель. Ситка має стати лідером, як орел, середній брат Денахі — мудрим, як його тотем-вовк. Проте молодшому з братів, Кенаю, шаманка передає тотем ведмедя, що символізує «любов», і цим розчаровує хлопця.
Невдовзі, під час полювання на ведмедя, заради врятування братів гине Ситка. З метою помститися за смерть брата Кенаї переслідую цього ведмедя, а потім убиває його на горі. Проте дух орла, покровителя Ситки, перетворює Кеная на ведмедя, а мертвий ведмідь зникає. Ще один із братів, Денахі, сприймає Кеная за ведмедя-вбивцю розпочинає полювати на нього.
Поранений Кенаї-ведмідь потрапляє до шаманки племені Танани, яка не розуміє ведмежу мову, але знає, що перед нею саме Кенаї, і зцілює його. Танана радить «перевертню» відшукати дух Ситки і спробувати повернути собі людський вигляд.
Під час подорожі Кенаї з'ясовую, що дикі тварини розмовляють своєю мовою, і він здатен її розуміти. Першими Кенаї зустрічає двох кумедних лосів, Ратта і Т'юка, які так само розуміють його і сприймають як ведмедя, який чомусь ведмедем себе не вважає («псих»).
Коли Кенаї потрапляє в мисливську пастку, то його звільняє балакуче ведмежа Кода. Кенаї та Кода укладають угоду: чоловік-ведмідь допоможе Коді дістатися місця із великою кількістю лососів та багатою риболовлею, а потів ведмежа покаже Кенаю шлях до потрібної йому гори Духів.
Під час подорожі з ведмежам, яке не стуляє рота ані на хвильку, Кенаї не помічає, що за ним із Кодою стежить та слідкує Денахі, який хоче помститися за своїх братів. А сам Денахі не підозрює, що більший ведмідь насправді його молодший брат.
Коли мандрівники досягають місця міграції лососів, то там виявляється велика кількість інших ведмедів. Кенаї залишається із ведмежою «сім'єю» на деякий час. У розмовах із Кодою він несподівано дізнається, що ведмежа-сирота — син того ведмедя (насправді, ведмедиця), якого він сам і убив перед своїм перетворенням, коли мстився за загибель брата Ситки.
Приголомшений Кенаї, який подружився з Кодою та полюбив маленького ведмежатка, тікає, але Кода знаходить його. Кенаї розкриває новому другові правду, і тепер гніт приходить у серце Коди, і той тікає від убивці матері.
Разом із Раттом і Т'юком, Кенаї відправляється на гору, де мешкає дух-орел Ситки, або той знову перетворив ведмедя на людину. На горі Духів на Кеная чекає Денахі, який розуміє відчайдушні крики брата по-своєму — чоловіку вони здаються погрозливим ведмежим риканням.
Боротьбу мисливця і ведмедя на горі Духів перериває Кода: розлючений Денахі кидається на ведмежа зі списом, але Кенаї закриває друга собою, готовий із любові до нього прийняти удар на себе. Після цього прояву самопожертви Кеная у світлі «вогнів духі» (півнячого сяйва) з'являється Орел-Ситка, який перетворює молодшого брата на людину.
Після пережитого всі розуміють свої помилки, та спокутують провини: Кенаї усвідомлює важливість любові, що символізував його тотем, Денахі теж дивиться на світ іншими очима.
Ситка і дух матері-ведмедиці готові відправитися на небо, але Кенаї просить старшого брата знову зробити його ведмедем, тому що не хоче залишити маленького Коду самого, коли він утратив не лише мати, а й найкращого друга.

## Цікаві факти
- Команда Disney Feature Animation розпочала проект на початку 2002 року. Це третій мультфільм DFA після «Мулан» та «Ліло і Стіч».
- Спочатку мультфільм отримав робочу назву «Bears» («Ведмеді»). Команда аніматорів улітку 2000 року, перед початком роботи над мультфільмом, побувала в штаті Аляска для вивчення ведмедів кадьяк і культури корінних американців, щоби створити якнайреалістичнішу мультиплікацію.
- Більшість імен персонажів мультфільму «Братик ведмедик» — справжні географічні назви Північної Америки: Ситка, Кенаї — назви міст на Алясці, Танана — притока Юкона тощо. Ім'я набридливого ведмежати «Кода» перекладається з алеутської мови як «хвіст».
- Прем'єрний показ мультфільму відбувся не в традиційну для подібних заходів п'ятницю, а в суботу, 1 листопада 2003 року. Дистриб'ютори побоювалися, що 31 жовтня — Хелловін, може стати збитковим для прем'єри.
- На роль лосів Ратта і Т'юка запросили акторів Ріка Мораніса і Дейва Томаса, які у 1980-х роках виконували схожі ролі братів Боба і Дуґа Маккензі у скетчі «The Great White North» на канадському телебаченні.
- Середнього із братів, Денахі, озвучував актор Джейсон Рейз, відомий роллю Сімби в бродвейському мюзиклі «Король лев» за мотивами однойменного мультфільму. Роль Рейза в «Братику ведмедику» стала єдиною в кінематографі, у 2004 році актор покінчив із життям.
- За початковим задумом, не ведмежа Кода, а дорослий ведмідь Ґріз мав стати супутником Кеная. Але автори мультфільму відмовилися від цієї ідеї на користь маленького персонажа, який створював необхідний емоційний посил.
- В епізоді під час фінальних титрів Кода малює картину Жоржа Сера «Літній полудень на острові Гран-Жатт».
- Кумедні лосі Ратт і Т'юк з'являлися в трейлері мультфільму студії Pixar «У пошуках Немо», а також у ролику-попередженні про відключення мобільних телефонів у кінозалі.
- У фільмі звучать пісні і музика Філа Коллінза, спеціально створені для «Братика ведмедика». Музикант виконав пісні «On My Way», «No Way Out» і «Welcome» італійською, французькою, німецькою та іспанською мовами для прокату мультфільму у відповідних країнах. Коллінз також є автором музики до диснеївського «Тарзана» (1999), за пісню «You'll Be In My Hear» музикант отримав премію Оскар.

## Українськомовне дублювання
Дубльовано Невафільм на замовлення Disney Character Voices International у 2008 році.
Перекладач: Олег Колесніков
Режисерка дублювання: Анна Пащенко
Дублювали:
- Кінай — Іван Розін
- Кода — Валентин Пархоменко
- Денагі — Дмитро Чернов
- Денагі старий — Олександр Ігнатуша
- Рат — Юрій Ребрик
- Тук — Микола Боклан
- Сітка — Андрій Самінін
- Цап — Михайло Жонін
- Бурундук — Володимир Терещук
- Танана — Ніна Касторф
- Таґ — Борис Георгієвський
- Ведмідь-хорват — Дарко Сізар
- Пташка — Дмитро Завадський

## Виноски
1. ↑  Також відомий як «Бра́тик ведмежа́»